# 金英福
金 英福（キム・ヨンブク、朝鮮語: 김영복）は、朝鮮民主主義人民共和国の軍人、政治家。朝鮮人民軍特殊作戦軍司令官、朝鮮労働党中央委員会委員。朝鮮人民軍における軍事称号（階級）は上将。

## 経歴
出生地や生年月日は不明。時期は不明であるが朝鮮人民軍少将として特殊戦部隊である第11軍団長に任命され、2014年3月9日に実施された最高人民会議第13期代議員選挙で代議員に選出された。
2016年5月9日に開催された朝鮮労働党第7次大会で朝鮮労働党中央委員会委員に選出された。2017年4月14日に金日成主席の誕生日である「太陽節」に際して上将に2階級昇進し、金日成主席の生誕105周年を祝賀する軍事パレードで、新設された「特殊作戦軍」部隊を率いて行進したことから同部隊の司令官に任命されたことがわかった。
2019年3月10日に実施された最高人民会議第14期代議員選挙で代議員に再選された。
2020年10月10日に開催された朝鮮労働党創建75周年慶祝閲兵式では、特殊作戦軍閲兵縦隊を率いて行進した。